# Túlhalászás

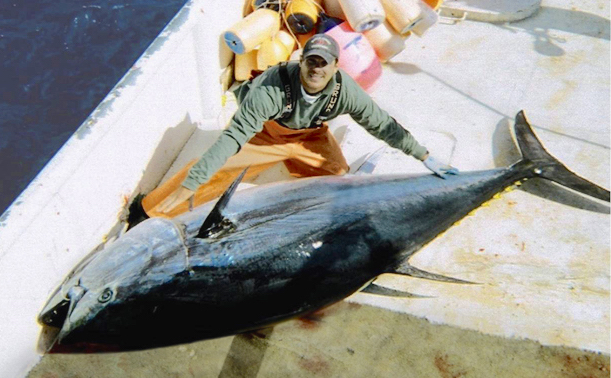
Kékúszójú tonhal

A túlhalászat azt jelenti, hogy a halak halászata gyorsabban történik, mintsem az egyes fajok szaporodási üteme pótolni tudná a kifogott mennyiséget a vízi élőhelyen. A tavak, folyók túlhalászata kisebb méretüknél és területi korlátaiknál fogva jobban szabályozható, felügyelhető; míg a tengerek, óceánok esetén maga a probléma észlelése (elismerése) is nehezebb, és a következményei is jóval súlyosabbak. A nemzetközi érdekellentétek miatt a megoldások alkalmazása is nehézkesebb.
Napjainkban az óceánokat fenyegető veszélyek közül a legsúlyosabb, legveszélyesebb tényező a túlhalászás. Több halfajta egyedszáma sem éri már el a tudósok által meghatározott, a fennmaradásukhoz szükséges egyedszámot. A túlhalászás okozta probléma a halfajok negyedét érinti. Mindenütt érezhető, hogy a tenger haldoklik. A halállományok mennyiségi csökkenése mellett megfigyelhető a minőségi romlás is, mind méretben, mind pedig az egyedek termékenységében. A legtöbb esetben megoldásként halászati kvóták meghatározására kerül sor, ez azonban nem, hogy megoldaná, de súlyosbítja a problémát, hiszen nemzetközi szinten ezek a szabályozások egyszerűen nem kikényszeríthetőek. Ezenfelül a mennyiségi kvóta nagyban hozzájárul a felelőtlen, illegális halászat térnyeréséhez.

## Történeti áttekintés
A túlhalászat nem mai keletű dolog. Már az 1800-as években is történtek hasonló méretű egyedfaj csökkenések, amikor az emberek a bálnazsír miatt megtizedelték a bálnapopulációt. Az 1950-es évek közepére a túlzott halászata miatt a kihalás szélére került többek között a kaliforniai szardínia, a tőkehal, és a hering is. Ezek az egy-egy területet érintő hatalmas mennyiségben történő halászatok beláthatatlan következményekkel jártak a tápláléklánc megváltoztatásában, illetve a tengerek ökoszisztémájában.
A túlhalászás mint modern jelenség az 1950-es években jelent meg. Nemzetközi érdeknek tekintették a magas fehérjetartalmú ételek biztosítását, elérhető áron. Ebben az időben indultak be a hatalmas, üzemszerű hajók, az óriási területeket felölelő akciók, hogy minél nagyobb mennyiségben kerüljön hal a raktérbe. Ezek az óriási halászati vállalatok gyorsan kiszorították a tengerparti halászfalukat a piacról, és átvették helyüket a beszállítói oldalon. Napjainkban több mint 1,2 milliárd embernek a hal az elsődleges fehérjeforrás. A halászok azonban egyre gyakrabban térnek haza üres hálóval. Tudósok állítása szerint az elmúlt 50 évben a nagytestű halak állománya mintegy 90%-kal csökkent.

## A túlhalászat okozta kihívás
A WWF elemzése szerint a kifejlett tonhalak mérete megfeleződött az 1990-es évek óta. Annak tudatában, hogy a nagyobb testű egyedek jóval termékenyebbek kisebb testű társaiknál, ez az óriási méretű csökkenés kifejezetten figyelemre méltó. A hagyományos halászatot követő, a szokásokat tiszteletben tartó halászok visszadobják a tengerbe a kisebb termetű egyedeket, hadd nőjenek nagyobbra. A nagytestű halak túlzott halászata azonban egy ördögi kör része, melyben a nagytestű populáció kihalása következtében az egyedek kisebb méretűvé válnak, ezzel csökkentve az állomány túlélésének esélyeit, illetve arra ösztökélve a halászhajókat, hogy „beérjék” a kisebb halakkal is. Az atlanti kékúszójú tonhal az egyik legsúlyosabban érintett fajta, szinte korlátlan mértékben halászták az elmúlt évtizedekben, egyrészt, mert a népszerű japán étel,  a szusi alapanyaga, másrészt,  mert a nagyobb rajokban vonuló, nagytestű halak könnyen követhetőek egyes, (illegálisnak minősített) rádiós technikákkal, illetve egy továbbfejlesztett változatával, mikor ezeket a rádiós eszközöket repülőgépekre szerelik, ezzel segítve az ívni igyekvő tonhalrajok nyomon követését, majd levadászását.

## Halászflották
Számítások szerint manapság legalább háromszor több halászflotta van, mint amennyi a mindennapi szükséges fogáshoz kellene, vagy amennyit az óceánok el tudnának tartani. A mostani halászflottákkal még nagyjából 4 hasonló bolygó hasonló mértékű halászatát meg lehetne oldani. Ez a rengeteg halászhajó mind a tengereket járja, és egyre nagyobb fogásokban reménykedik. Ez azonban egy idő után lehetetlen. A halászati ipar 1989-ben érte el azt a fogási mennyiséget, amelyet azóta sem tudott felülszárnyalni. A fogott mennyiség azóta rohamosan zuhan, vagy jobb esetben stagnál.
Az e mögött a jelenség mögött meghúzódó ok nem titok. A nemzetközi jog értelmében az óceánok közös tulajdonban vannak (legalábbis a nyílt vizek), javaikat, és az általuk nyújtott fenyegetésekkel szintúgy, minden, nem csak part menti ország szembesül. Azon túl, hogy a part menti tagállamok rendelkeznek a kizárólagos gazdasági övezetükkel,  jogot formáltak a közeli tengerfenékre is, a halak végtére is közkincsek. Egyes halfajtákra, halfajokra egyik állam sem tarthat igényt.
A kékúszójú tonhal szokásait megfigyelve egy hosszas vándorlási szakaszt veszünk észre. Szokásai közé tartozik egy hosszabb út megtétele az ívás-, illetve a táplálkozás helye között. Ezek a hatalmas halak ( E. Hemingway a „halak királyá”-nak nevezi őket) a Földközi-tengerbeli ívóterületükről egészen a Mexikói-öbölig elkalandoznak táplálékszerzés céljával. Ez két problémát is felvet. A kékúszójú tonhal állományainak alakulásáról az atlanti tonhalak védelmében alakult nemzetközi bizottság, az International Commission for the Conservation of Atlantic Tunas (ICCAT) ad ki rendszeresen jelentéseket. A szervezet állománybecslései során az Atlanti-óceán felszínén észak-déli irányban megrajzolt, térképen szaggatott vonallal jelöl ki egy határt a nyugati, illetve a keleti halállomány között. Rádióadóval nyomon követett tonhalak azonban bátran átkeltek ezen a határon, ezzel rácáfolva a nyugati-keleti felosztás érvényességére. Ezzel az állománykeveredéssel nem számolnak a szakemberek a halállomány vagy egyedszám megbecslésekor. A Mexikói-öböl parti, illetve a portugál és spanyol szerveknek együtt kellene működnie az egyedszámok pontos meghatározásában, ezzel elkerülendő a halállomány téves megbecslését, mely csak súlyosbíthat a már így is kritikus helyzeten. A tengerek és óceánok halászatához hasonló helyzet a kőolajkitermelés. Mindkét esetben egy olyan problémára kell közös választ találni, ami minden országot és mindenkit érint.

### Európai uniós halászflották

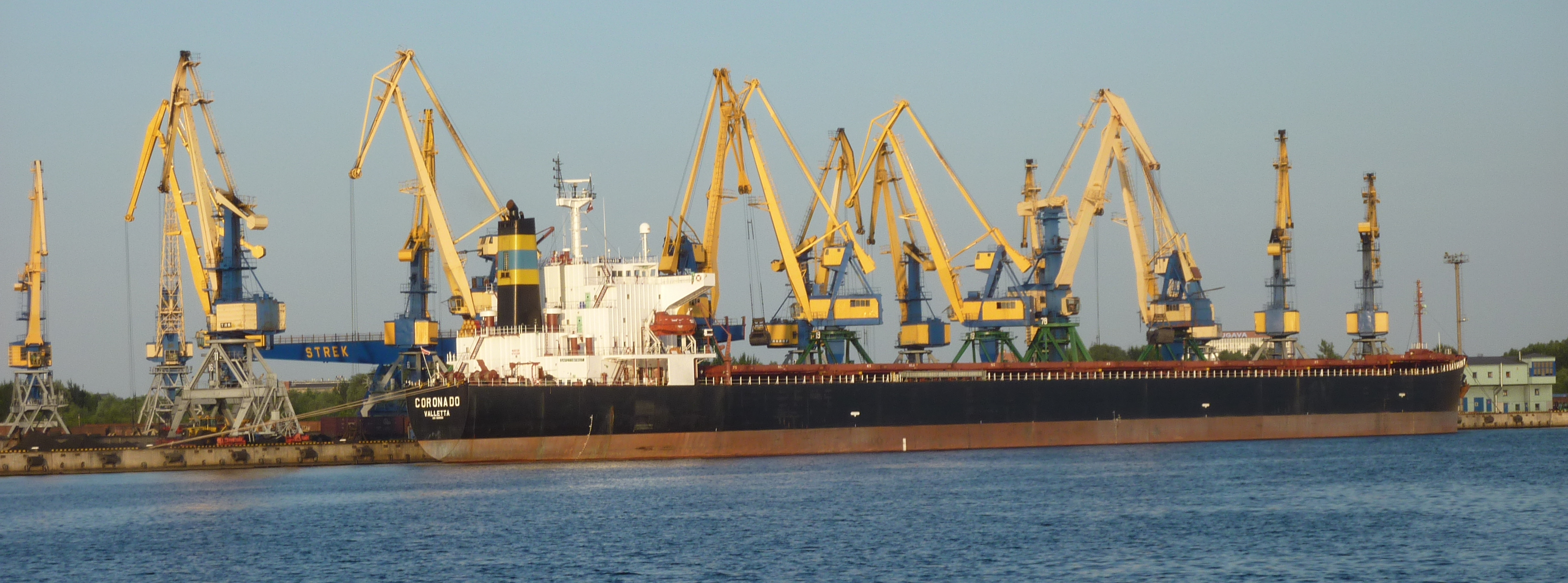
Lett halászhajó a rigai kikötőben

Fontos megemlíteni, hogy az Európai Unión belül is vannak érdekellentétek ez ügyben. Egy 2012. decemberi bizottsági jelentés szerint, az Európai Uniós flotta 76 023 halászhajóból áll. Ezen belül Spanyolország  12 legnagyobb halászhajója nagyobb mennyiségű halat tud kifogni, mint például a teljes svéd halászflotta.  Ez nem is akkora csoda, hiszen az uniós halászati támogatásra szánt pénzek majdnem felét Spanyolország kapta (négyszer többet mint Olaszország, és ötször többet, mint Franciaország). Ezzel egyértelműen magyarázható, miért Spanyolország rendelkezik az Európai Unió legnagyobb méretű halászflottájával (mely több mint kétszer akkora, mint a második helyen álló Egyesült Királyság flottája), illetve a számoknak megfelelően Spanyolország a legnagyobb „halkitermelő” ország is, az európai uniós fogás (és akvakultúra) 15%-át bonyolítja le. Ebben az esetben az adott ország sokkal több halat fog ki, mint amennyit másik államok képesek lennének, a verseny nem egyenlő. Ezzel a helyzettel szemben az Európai Bizottság a tagállamok halászflottáinak méretbeli csökkentésével kíván fellépni. Egy meghatározott nagyságú halászflottát kíván elképzelni az EU-s vizeken, melyen belül a tagállamok több-kevésbé egyenlő számú hajóval tudják magukat képviseltetni. A legfrissebb jelentés szerint (2014.04.29.) ez egy sikeres megoldás lehet, az EU-s halászflotta mérete 16%-kal a meghatározott maximum alatt van (ez nagyjából egy 1,6%-os hajószám csökkenést jelent a 2012-es számhoz képest). A világon jelenleg tevékenykedő 3,8 millió halászhajónak mindeössze 1%-a dolgozik nagytételben, a többi, kisebb hajó csupán kistételben fogja a halakat, és azoknak csak egy részét-, vagy egyáltalán nem értékesítik. Az 1% azonban a teljes halászat 50%-át végzi el. Ez hatalmas arány.
A világon az Európai Unió jelenti a halászati termékek legnagyobb egységes piacát, és az EU a hal- és halászati termékek legjelentősebb nettó importőre. Az Európai Unió halászatában fontos szerepe van a harmadik felekkel, nem tagországokkal kötött halászati megállapodásoknak. Az uniós flották által kifogott halak egynegyedét az uniós vizeken kívül halásszák (ez nagyjából a teljes mennyiség 8%-a). Az Unió ezen kívül, mint jelentős halászhatalom, fontos szerepet játszik számtalan nemzetközi szervezetben, melyek célja a jobb irányítás előmozdítása. Ezeknek keretében részt vesz nem csak a halászati gazdálkodással kapcsolatos szakpolitikák alakításában, de jelentős szerepet játszik az általános tengerjog megmunkálásában, végrehajtásában. Fontos céljának tekinti az illegális halászat elleni fellépést,  mivel az illegális halászat nemcsak kontrollálhatatlan, de komoly károkat is okoz az érintett part menti államoknak (főként a fejlődő országokban). A jogellenes, be nem jelentett és szabályozatlan halászat megelőzését, megakadályozását és felszámolását célzó uniós rendeletet 2010. január 1-jétől kellene alkalmazni, mely szerint csak olyan tengeri halászati termékek importálhatóak az EU-ba, melyeket az exportáló állam legálisnak minősít. Ezen felül rendszeresen listát készít az illegálisan működő halászhajókról, illetve az ezek felett szemet hunyó államokról. Az uniós gazdasági szereplők, melyek illegális halászatot folytatnak (nem csak EU-s vizeken), komoly bírságra számíthatnak, mely arányos a kifogott halak piaci értékével; ennek célja megfosztani a jogsértő vállalkozásokat az illegális tevékenységből származó haszontól.

## A halászati módszerek modernizálása
Napjaink halászatára a minden eddiginél nagyobb méretű modernizáció iránti törekvés jellemző. Egyre újabb és újabb ötletekkel állnak elő, hogy minél inkább növelni tudják a kifogott mennyiséget, hogy minél nagyobb haszonra tegyenek szert. Ezek az újfajta módszerek, megoldások a legtöbb esetben azonban csak ideiglenesen (gyakran még úgy se) biztosítanak nagyobb fogást, hosszabb távon azonban még inkább rombolják a tengerek élővilágát, egyre inkább a kihalás felé szorítanak több halfajt, mindezt annak a reményében, hogy nagyobb mennyiséget tudnak majd eladni. Ezeket a módszereket meg kell állítani, a használatukat be kell tiltani, illetve komolyan fel kell lépni az ilyen módszerekkel dolgozó, illegális halászatot folytató személyek/ hajók ellen.
Az egyik, egyre népszerűbb, azonban leginkább kártékony elgondolás, miszerint a hajók, illetve a hálók méretét minél inkább növelni kell, afféle „szuper-halászhajókat” bocsátani a tengerekre, melyek egyetlen célja a minél nagyobb halmennyiség kifogása. Ezek az óriáshajók leginkább kétféle módszerrel dolgoznak. Az egyik csoportba a „vontatóhálós” halászhajók kerülnek, melyek óriási hálókat (23.000 m²) húznak maguk után azokon a területeken, ahol a kifogni kívánt halak nagyobb tömegét gyanítják. A vonóhálós halászat a legdestruktívabb módszer, amellyel felszántják a tenger fenekét, minden ott élő élőlényt letarolva. Ez betiltott halászati módszer, és rengeteg mellé-fogással jár. Egy húzással az aljtengeri élővilág 20%-t tudják eltávolítani. Ezekbe a hatalmas területű hálókba (melyek 4 futballpálya méretével egyeznek meg) azonban nem csak a halászott halfaj egyedei kerülnek. Ha jobban megvizsgáljuk a kifogott halfajták mennyiségét, észrevehetjük, hogy a „cél-faj” mindössze az egész fogás töredékét teszi csupán ki. Mellette rengeteg delfin, cápa, és egyéb cetfélék akadnak bele a hálókba. Ezeket a halakat azonban nem kívánják értékesíteni, és mivel a halászhajók meghatározott kvóták szerint dolgoznak, egyszerűen visszadobják a tévesen kifogott egyedeket az óceánba. Ezek a delfinek a legtöbbször később elpusztulnak a háló okozta sérülések miatt. Becslések szerint 100 millió cápát és ráját fognak ki és dobnak vissza évente a tengerbe. Körülbelül 300 000 cet pusztul el évente, mert képtelen kiszabadulni a halászhálóból.
Egy másik bevett gyakorlat a „fenékzsinóros” halászat, melynek lényege, hogy rengeteg horgot leengednek a tengerbe, melynek végén egy-egy csali van. Ezen módszer során speciális zsinórokat használnak, melybe könnyen beleakadnak madarak is, mert a hosszú halászzsinór végére akasztott csalétkek miatt buknak a víz alá, bekapják azokat a kampóval együtt, majd megfulladnak. Évente körülbelül 100 000 albatrosz fullad meg a fenékzsinóros halászat miatt.

### Alternatívák
A bevett módszer a túlhalászat, illetve a halászott halfajták egyedszámának csökkenése ellen a halászati kvóták alkalmazása. Ezekkel a mennyiségi korlátozásokkal több probléma is adódik. Elsősorban nemzetközi szinten nehezen szerezhető érvény ezeknek a korlátoknak. Ezen kívül az illetékes szervek, szervezetek sem a tengerek élővilágának megóvását tartják elsődlegesen szem előtt. A halászatból (túlhalászatból) befolyó összegek egyelőre nem tették szükségessé a kvóták újraértelmezését, illetve egyéb lépések megtételét a veszélyeztetett halfajták megóvása érdekében. A meghatározott halászható mennyiségek ezenfelül nem mindig tükrözik a valóságot. A statisztikák készítése közben az érintett szervezetek nem minden esetben támaszkodnak a saját tudományos testületük, kutatási és statisztikai bizottságaik véleményére. A döntéshozatal folyamán nagy befolyással rendelkeznek a nagyobb halásznemzetek képviselői, delegáltjai, így a számukra nem előnyös javaslatokat egyszerűen megbuktatják, hiába áll bizonyos esetekben a javaslatok mögött szakemberek, elismert tengerbiológusok véleménye. A problémában érintett ezenkívül az Európai Unió is, mint a legnagyobb (és valaha a legtermékenyebb) halászati területek birtokosa, a világon a legnagyobb halászati termékek piaca. Az Európai bizottság által tízévenként meghatározott Közös Halászati Politika (KHP) azonban a jelenlegi formájában működésképtelen, teljes felülvizsgálatot igényel.
Több halfaj egyedszáma is elérte már a fenntartható populáció minimuma alatti pontot, ahol a szaporodó állomány ezer tonnában mért biomasszája eléri a nullát. Abban az esetben, ha nem történik a közeljövőben lényegi szabályozásváltozás az érintett halfajták halászatát érintően, szakemberek véleménye szerint az adott halfajták pusztulásra vannak ítélve 2-3 évtizeden belül. A jövő generációi már csak a múzeumokban láthatnak például déli kékúszójú tonhalat  (mely az egyik legveszélyeztetettebb halfajta), vagy márványpisztrángot, hogy közelebbi példát is említsünk.
A túlhalászat, mint probléma megoldása egy úgynevezett „pihentetési idő” bevezetése lenne, mely időszak alatt az érintett halfaj halászatát teljes mértékben beszüntetik. Ez az időszak a halfaj ikrázási, szaporodási idejét ölelné fel, illetve az ezt megelőző heteket, hogy biztosítsa a halak vándorlását az ikrázás helyszínére. Ezenfelül ebben az időszakban a külön erre a célra létrehozott nemzetközi szervezet egységei (melyek egyes „zöld szervezetek” önkénteseiből, illetve az érintett part menti államok kirendelt megbízottjaiból állnak) szigorúan betartatnák a meghozott szabályozást. A part menti államok kötelessége ezen egységek technikai felszerelésének biztosítása (hajók, motorcsónakok, rádiós-telekommunikációs berendezések), azonban ennek fejében „bónusz kvótá”-kat kapnának a partjaik mentén ikrázó halfaj halászatából.